# Ottina
L'Ottina (o roggia Ottina oppure rio l'Ottina oppure ancora torrente Ottina) è un corso d'acqua tributario del torrente Cervo. Attraversa la parte sud-orientale della provincia di provincia di Biella e un breve tratto di quella di Vercelli.

## Percorso

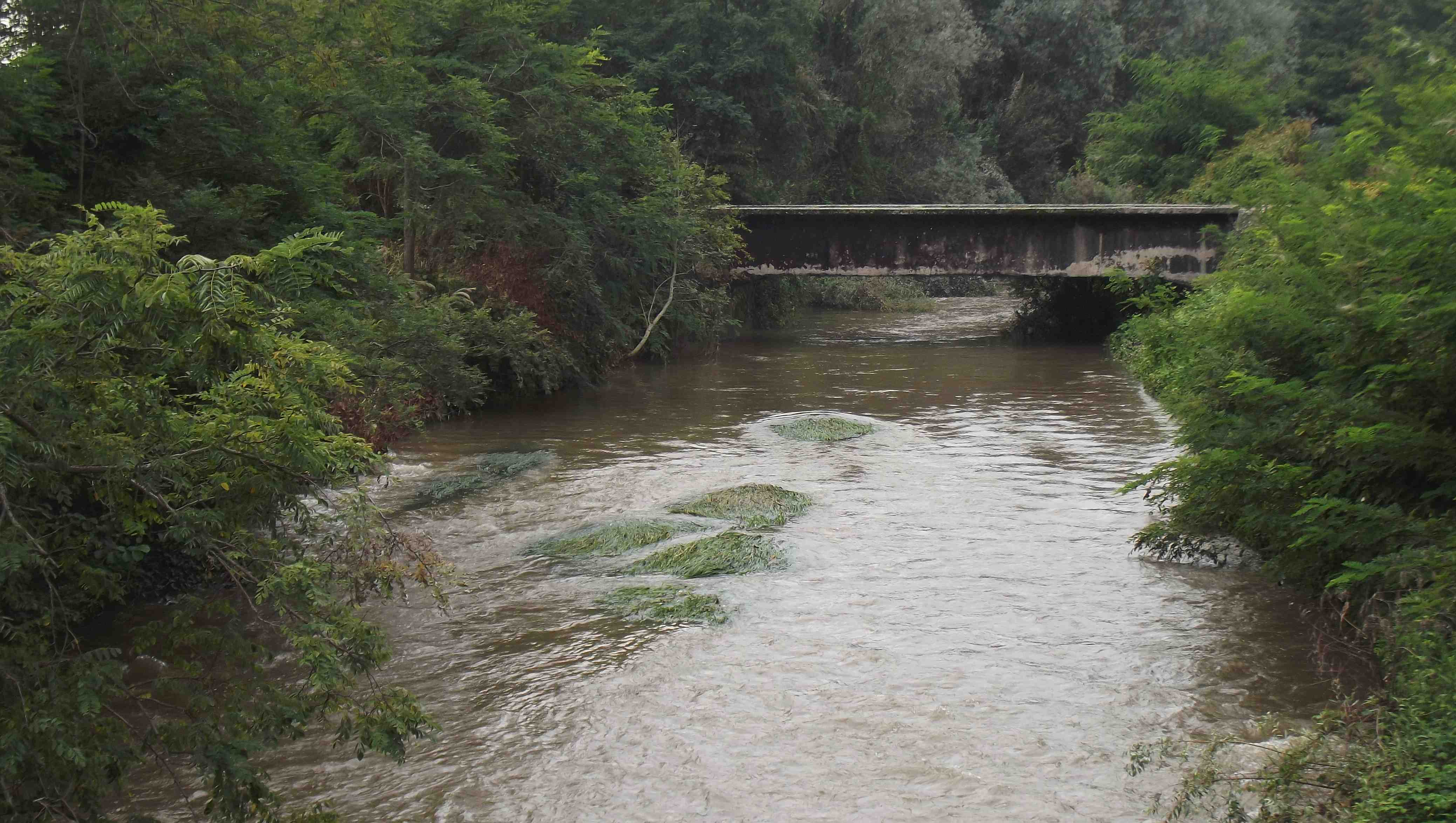
L'Ottina presso Villanova.

L'Ottina nasce a Benna dalla confluenza di alcuni rii e canali artificiali. Dirigendosi verso sud-est costeggia la base della scarpata con la quale l'altopiano della Baraggia si affaccia sulla pianura biellese raccogliendo in sinistra idrografica i piccoli rii che scendono dalla zona baraggiva. Sulla destra invece riceve le acque di scolo delle colture irrigue della pianura e subisce alcuni prelievi idrici, sempre a scopo irriguo. Poco prima del capoluogo di Massazza l'Ottina viene sovrappassata dalla ex-SS 230.
Raggiunto il comune di Villanova Biellese piega verso est e, dopo essere nuovamente stata superata dalla ex-SS230 nonché dalla Panoramica Zegna, raggiunge il comune di Buronzo. Attorno ai 180 metri di quota riceve da sinistra il suo principale affluente, la roggia Druma; con andamento meandriforme va infine a sfociare nel Cervo tra le cascine Battiana e Orfinetto (comune di Buronzo), a 167 m di quota.

### Paleogeografia
L'Ottina percorre un paleoalveo del Cervo, tracciato da quest'ultimo durante le ere glaciali.
Dalle ricerche paleogeografiche (in particolare dei geologi Francesco Carraro e Franco Gianotti) emerge infatti come anticamente il Cervo, dopo essere uscito dell'omonima vallata alpina, si dirigesse decisamente verso sud per confluire poi nella Dora Baltea, il cui antico corso era invece spostato nettamente più a nord-est dell'attuale.

## Affluenti principali
- Scaricatore della Roggia della Marchesa (un canale che deriva le sue acque dal Cervo): in alcuni periodi dell'anno la maggior parte dell'acqua che scorre nell'Ottina deriva da questo canale.[1]
- Roggia Druma: nasce sull'altopiano do Bellavista nella Baraggia di Candelo e, scendendo verso sud, raccoglie le acque di una buona parte dell'altopiano, andando a confluire nell'Ottina in comune di Buronzo.[5]
- Canale Vanoni: prende origine dal canale Depretis e scarica nell'Ottina le proprie acque di risulta.[1]

## Stato ambientale

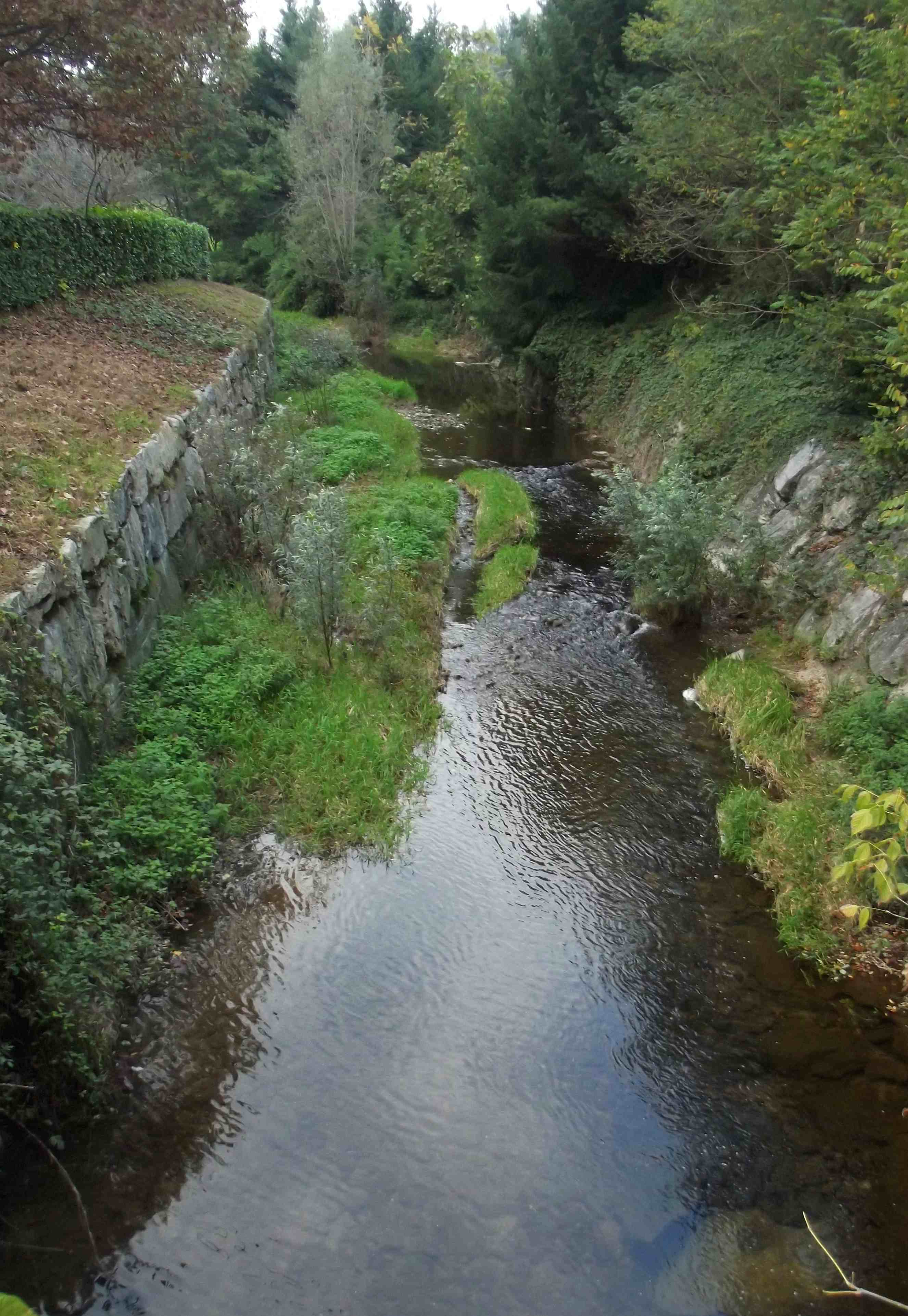
L'Ottina arginata con grossi blocchi di pietra a Massazza.

Lo stato ambientale delle acque (indice SACA) era classificato come sufficiente nel Piano di tutela delle acque della Regione Piemonte approvato il 13 marzo 2007. L'Indice LIM del corso d'acqua era invece pari a 3. La presenza di solventi non è significativa, mentre sono rilevabili tracce di cromo e di inquinanti di origine fitosanitaria.